# Município de Salt Creek (condado de Pickaway, Ohio)
O município de Salt Creek (em inglês: Salt Creek Township) é um município localizado no condado de Pickaway no estado estadounidense de Ohio. No ano de 2010 tinha uma população de 2.925 habitantes e uma densidade populacional de 31,46 pessoas por km².

## Geografia
O município de Salt Creek encontra-se localizado nas coordenadas 39° 30′ 53″ N, 82° 47′ 32″ O. Segundo o Departamento do Censo dos Estados Unidos, o município tem uma superfície total de 92.97 km², da qual 92,91 km² correspondem a terra firme e (0,07 %) 0,06 km² é água.

## Demografia
Segundo o censo de 2010, tinha 2.925 habitantes residindo no município de Salt Creek. A densidade populacional era de 31,46 hab./km². Dos 2.925 habitantes, o município de Saltcreek estava composto pelo 98,09 % brancos, o 0,72 % eram afroamericanos, o 0,14 % eram amerindios, o 0,1 % eram asiáticos, o 0,14 % eram de outras raças e o 0,82 % eram de uma mistura de raças. Do total da população o 0,75 % eram hispanos ou latinos de qualquer raça.